# Saab 9-2X
Saab 9-2X – samochód osobowy klasy kompaktowej produkowany pod szwedzką marką Saab w latach 2004 – 2006.

## Historia i opis modelu

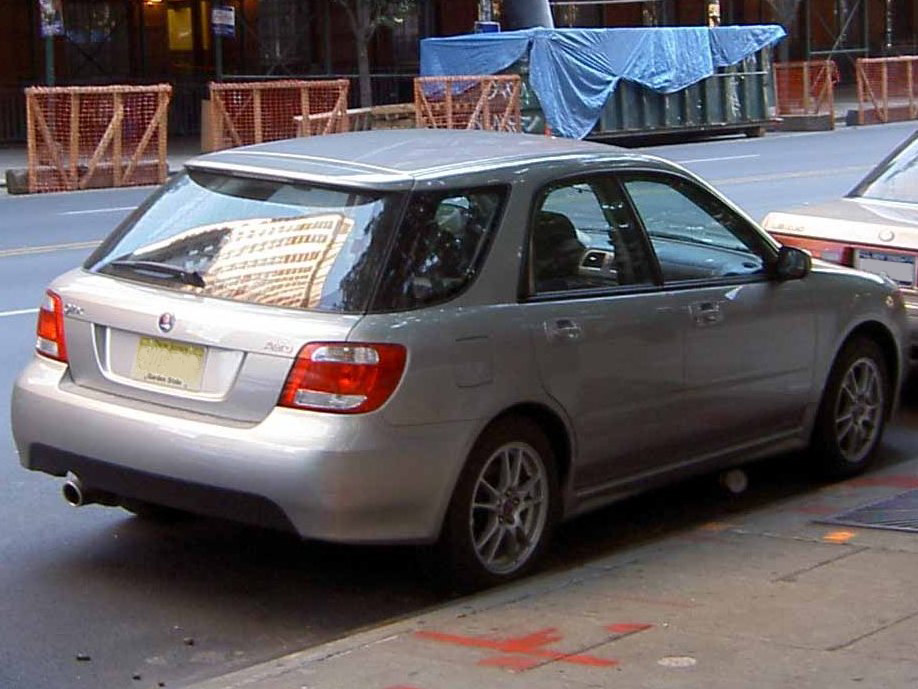
Saab 9-2X – tył

Samochód po raz pierwszy zaprezentowano podczas targów motoryzacyjnych w Los Angeles w grudniu 2003 roku. Konstrukcyjnie pojazd został zbudowany w ramach współpracy marki Saab z Subaru w wyniku której na płycie podłogowej Subaru Impreza II kombi zbudowano model 9-2X.  Pojazd przeznaczony wyłącznie na rynek amerykański oraz kanadyjski.
W stosunku do bliźniaczej Subaru Imprezy pojazd otrzymał charakterystyczny dla marki Saab pas przedni z osłoną chłodnicy z trzema wlotami powietrza i charakterystycznymi reflektorami. Wnętrze pojazdu otrzymało skandynawski styl. Do napędu pojazdu użyto dwóch czterocylindrowych silników benzynowych w układzie Boxer. Pierwszą jednostką był silnik o nazwie handlowej 2.5i, pojemności skokowej 2457 cm³ i mocy 165 KM, który oferowany był w podstawowej wersji wyposażeniowej Linear. Drugim silnikiem był wyposażony w turbosprężarkę motor 2.0T o pojemności skokowej 1994 cm³ i mocy 227 KM. Samochód z tym silnikiem sprzedawany był w wersji Aero. Jednostki napędowe zblokowane były z 5-biegową manualną skrzynią biegów lub 4-biegową automatyczną, które napędzały obie osie pojazdu (był to pierwszy samochód marki Saab z napędem na cztery koła).
Produkcję pojazdu zakończono w 2006 roku ze względu na niski popyt.

### Wersje wyposażeniowe
- Linear
- Aero

Standardowe wyposażenie pojazdu obejmuje m.in. system ABS, trzypunktowe pasy bezpieczeństwa z napinaczami, przednie i boczne poduszki powietrzne, 16-calowe alufelgi oraz aktywne zagłówki przednich foteli, a także elektryczne sterowanie szyb, elektryczne sterowanie lusterek oraz klimatyzację. Wersja Aero w standardowym wyposażeniu posiada m.in. skórzaną trójramienną kierownicę. Opcjonalnie auto wyposażyć można było m.in. 17-calowe alufelgi, skórzaną tapicerkę oraz gałkę zmiany biegów.

### Silniki[9]
| Silnik             | Pojemność skokowa [cm³] | Typ silnika        | Średnica cylindra x skok cylindra | Stopień sprężania  | Moc maksymalna [KM] [(KW)] przy obr./min | Maks. moment obrotowy [Nm] przy obr./min | Prędkość maks. [km/h] | Maksymalne ciśnienie doładowania [bar] |                    |
| Silniki benzynowe: | Silniki benzynowe:      | Silniki benzynowe: | Silniki benzynowe:                | Silniki benzynowe: | Silniki benzynowe:                       | Silniki benzynowe:                       | Silniki benzynowe:    | Silniki benzynowe:                     | Silniki benzynowe: |
| ------------------ | ----------------------- | ------------------ | --------------------------------- | ------------------ | ---------------------------------------- | ---------------------------------------- | --------------------- | -------------------------------------- | ------------------ |
| 2.5i               | 2457                    | B4                 | 99.5 x 79.0                       | 10.0:1             | 165 (123)/5500                           | 225/4000                                 | 196 Automat: 192      | brak                                   |                    |
| 2.0 Turbo          | 1994                    | B4                 | 92.0 x 75                         | 8.0:1              | 227 (169)/6000                           | 294/4000                                 | 227 Automat: 225      | 0.95                                   |                    |